# Tal Baron
Tal Baron (hebräisch טל בראון‎; * 7. August 1992 in Tel Aviv) ist ein israelischer Schachspieler.

## Leben
Baron wurde in Tel Aviv geboren und wuchs in Herzlia auf, wo er auch das Gymnasium besuchte. Er nimmt seit 2006 in verschiedenen Alterskategorien an internationalen Schachwettkämpfen teil.  Baron wurde 2010 zum Internationalen Meister ernannt, die erforderlichen Normen erfüllte er im Dezember 2008 bei der israelischen Einzelmeisterschaft in Haifa und bei der Europameisterschaft 2010 in Rijeka. Die Ernennung zum Großmeister erfolgte 2011, die erforderliche Normen erfüllte Baron im August 2010 beim Olomouc Chess Summer, im März 2011 beim Elitzur Winter 2011 GM in Petach Tikwa und im Juni 2011 beim Mark Centre Intl GM in Tel Aviv.
Mit der israelischen Nationalmannschaft nahm Baron an der Mannschaftseuropameisterschaft 2013 teil.
Vereinsschach spielt er in Israel für die Mannschaft von Hapoel Rischon LeZion, mit der er auch zweimal am European Club Cup teilnahm und in der französischen Mannschaftsmeisterschaft für den C.E. de Rueil Malmaison.